# 圣加大肋纳堂 (布达佩斯)
圣加大肋纳堂 (匈牙利語：Alexandriai Szent Katalin-templom)是一座罗马天主教教堂，是天主教艾斯特根-布达佩斯总教区塔班（Tabán）堂区的堂区教堂，位于匈牙利布达佩斯布达城堡区塔班 的阿提拉街（Attila út）11号，也包括盖勒特山和太阳山的一部分。该堂已列为保护文物，为中欧巴洛克风格 ，建于 1728 - 1777年，在19–20世纪经历过数次重建。该堂主保圣人为亚历山大的加大肋纳。

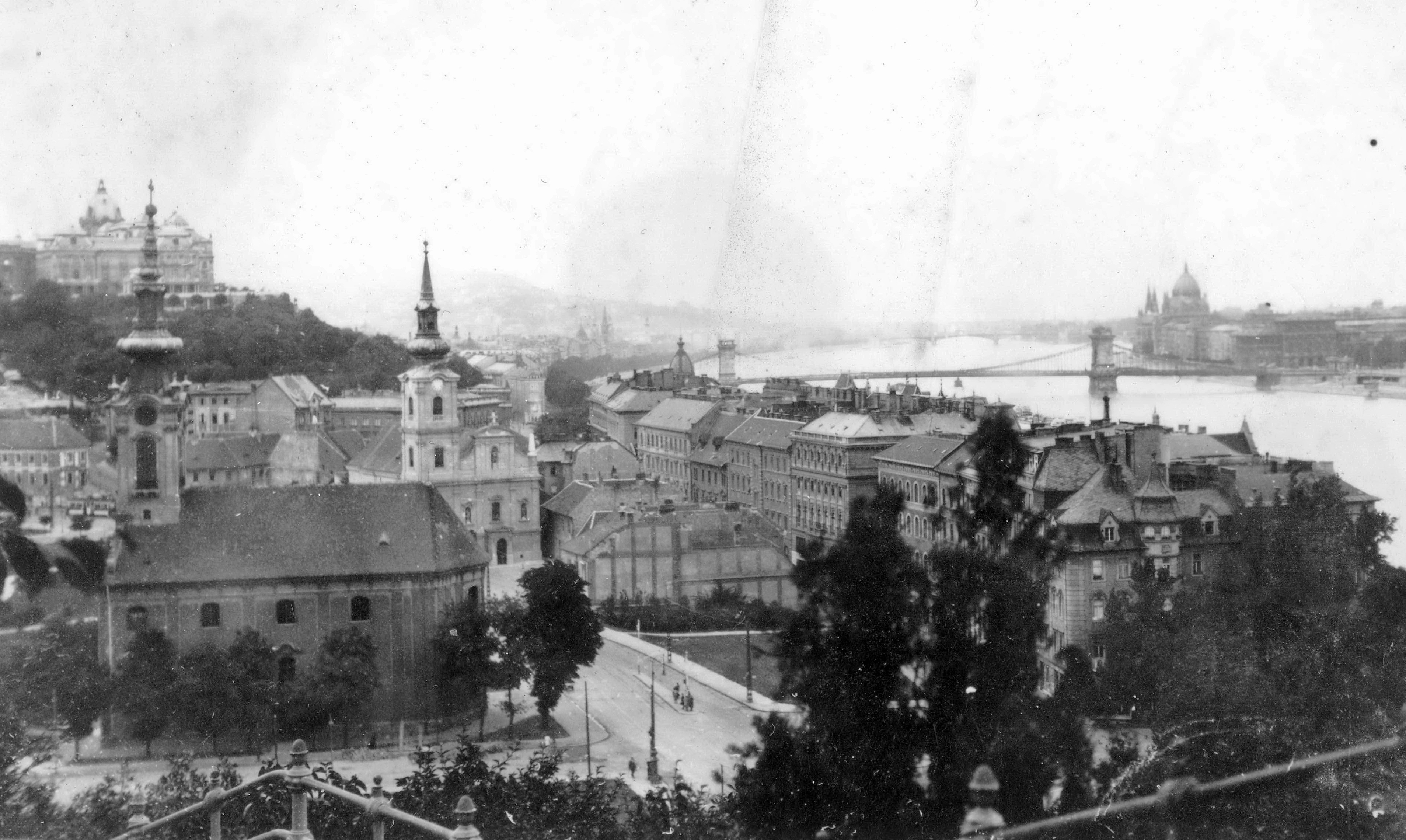
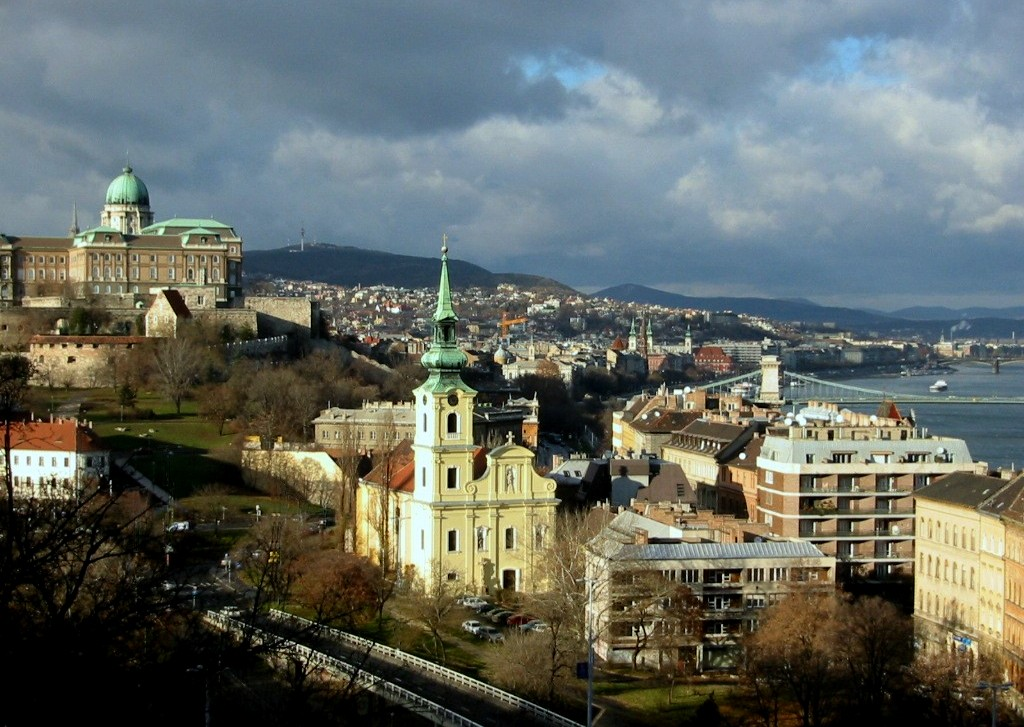
从盖勒特山俯瞰
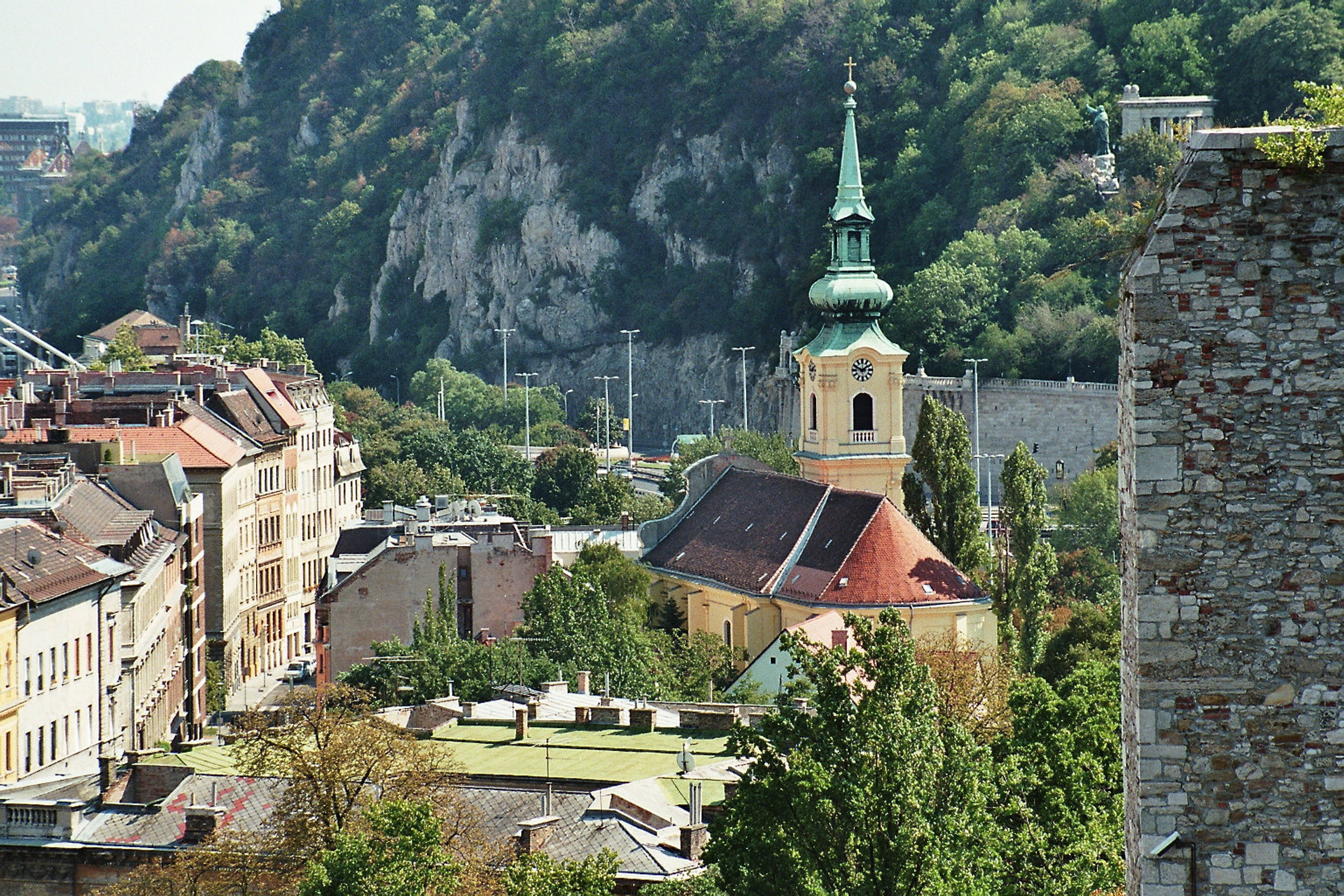
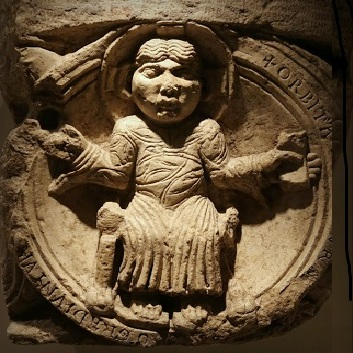
12世纪浮雕
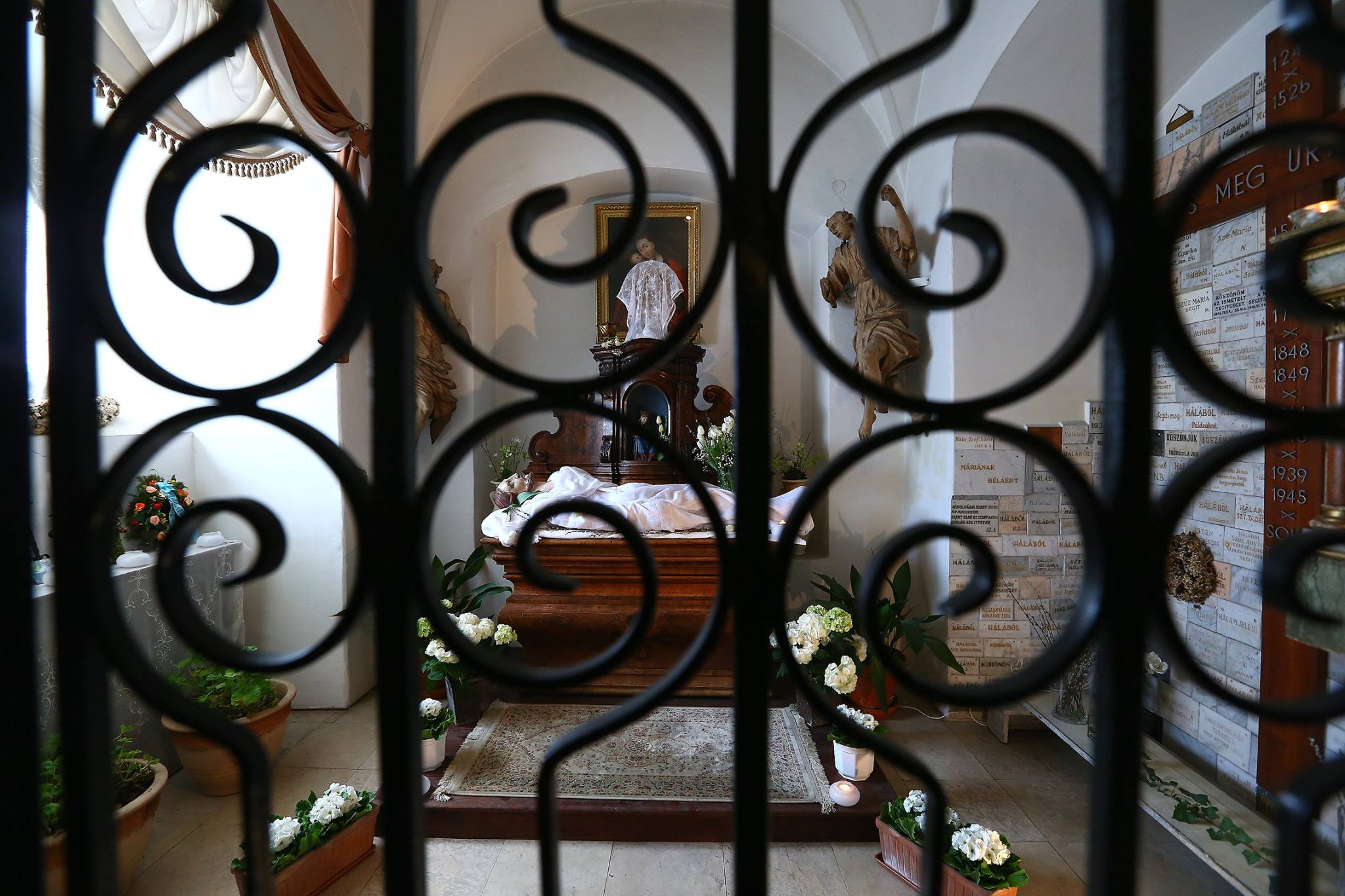
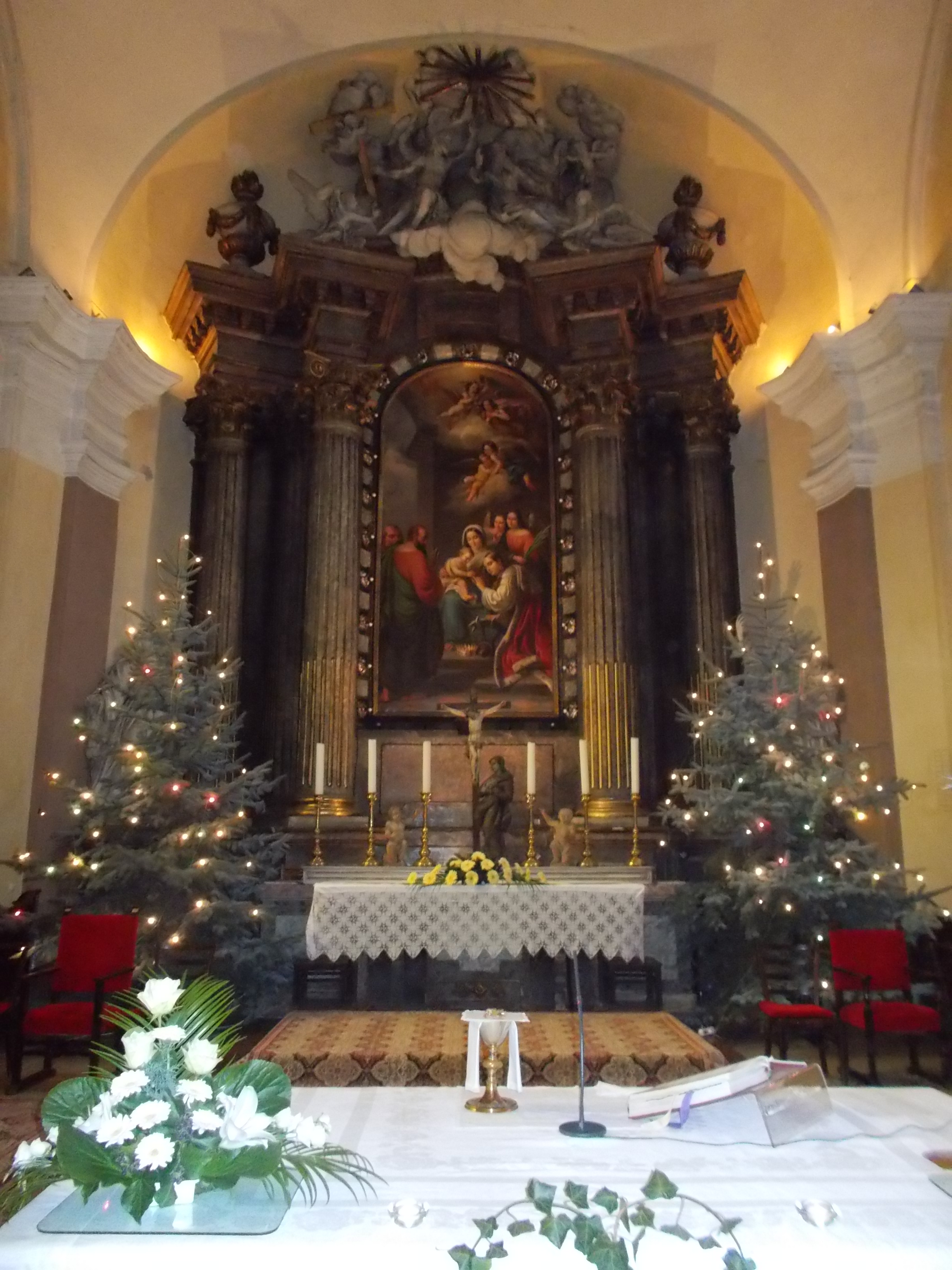
正祭台
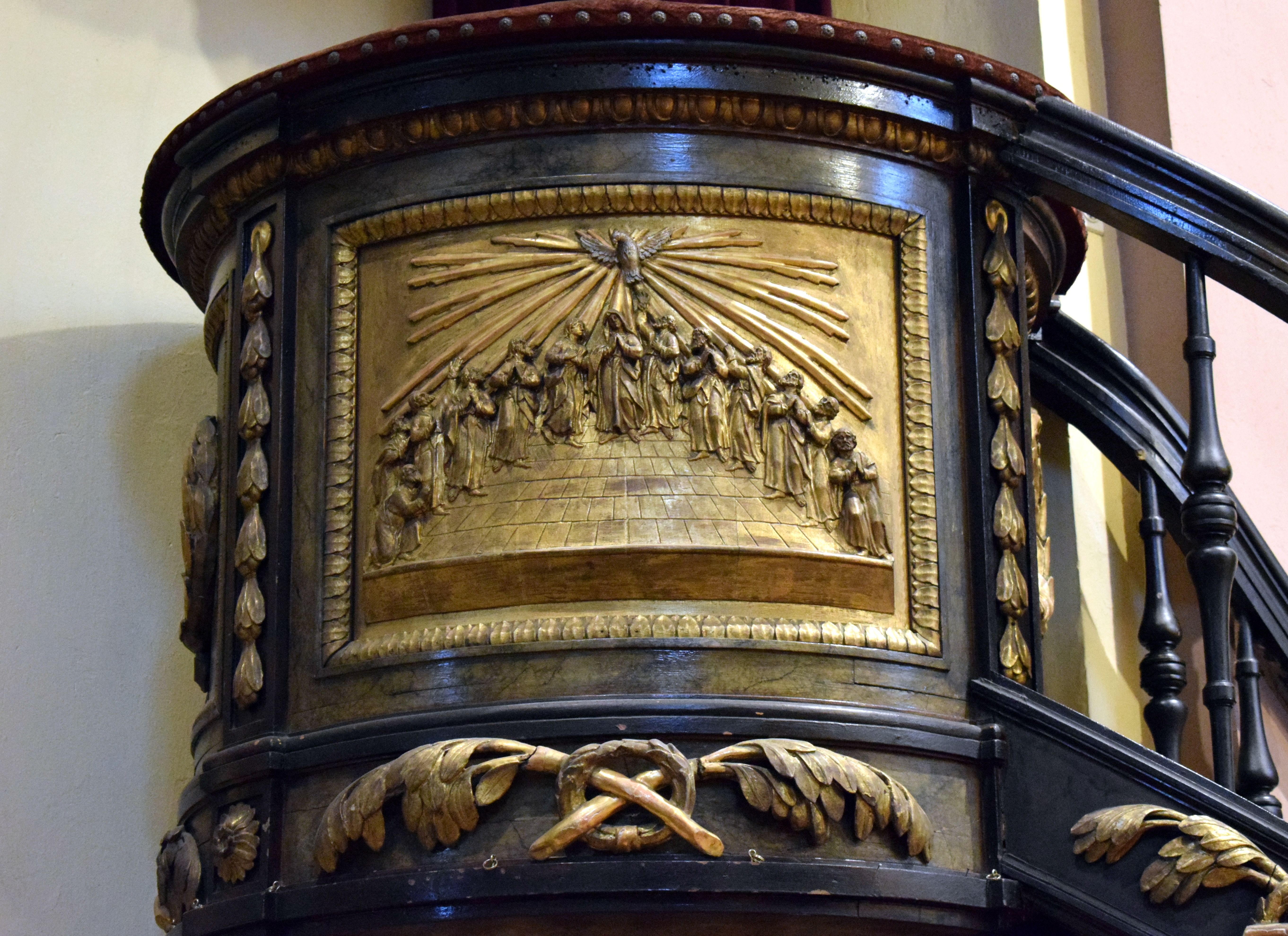
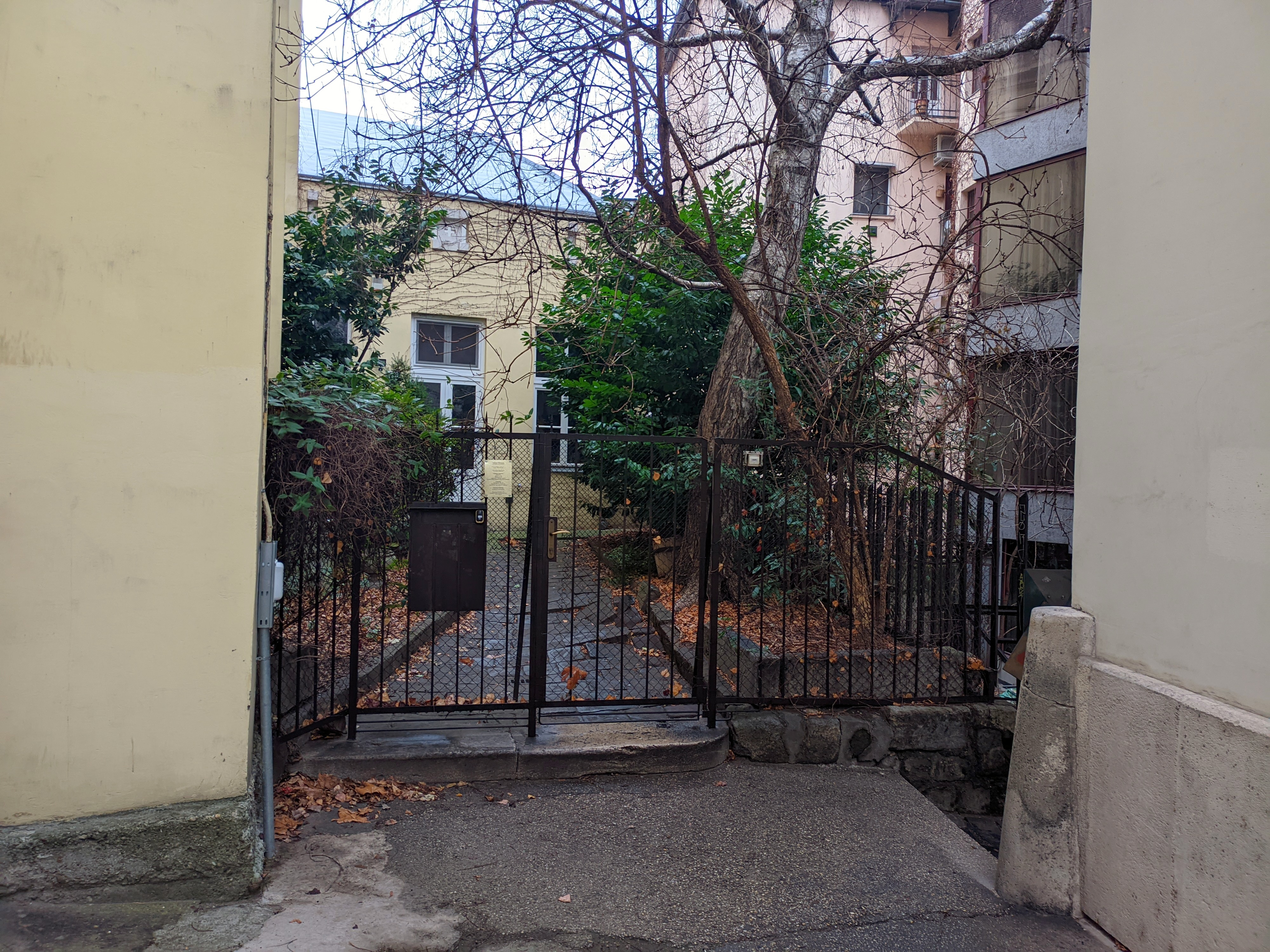